# Герб Чечельницького району
Герб Чечельни́цького райо́ну — офіційний символ Чечельницького району Вінницької області.

## Опис
Герб району являє собою щит класичної форми — чотирикутник з півколом в основі. Щит розтятий, ліва половина щита перетята. У першому синьому полі золоте сонце, у другому червоному полі три золоті вітряки, у третьому зеленому полі золотий дуб із жолудями. Щит обрамовує вінок із зелених дубових гілок та 16 колосків перевитий синьо-жовтою стрічкою.
Синє поле і сонце означають Поділля.
Три золоті вітряки на червоному полі — символ мирного, багатого хліборобського краю. Число три вказує на поєднання особливості хліборобського краю в минулому, теперішньому та майбутньому.
Золотий дуб із жолудями на зеленому полі асоціюється із багатством лісів та ланів лісостепової зони. Дуб із жолудями — символ могутності, сили і твердості. Зелений колір — символ достатку, надії, свободи, радості і процвітання.
Золотий колір  — символізує ознаку віри, справедливості, милосердя та багатства.
Вінок із зелених дубових гілок та 16 колосків перевитий синьо-жовтою стрічкою символізує 1 селищну та 15 сільських рад, вказує на багатство хліборобського краю.